# (2793) Valdaj
(2793) Valdaj es un asteroide que forma parte del cinturón de asteroides y fue descubierto el 19 de agosto de 1977 por Nikolái Stepánovich Chernyj desde el Observatorio Astrofísico de Crimea, en Naúchni.

## Designación y nombre
Valdaj se designó inicialmente como 1977 QV.
Más adelante, en 1985, fue nombrado por la meseta rusa de Valdái.

## Características orbitales
Valdaj orbita a una distancia media del Sol de 3,166 ua, pudiendo alejarse hasta 3,262 ua y acercarse hasta 3,069 ua. Su excentricidad es 0,0305 y la inclinación orbital 22,1 grados. Emplea en completar una órbita alrededor del Sol 2057 días.

## Características físicas
La magnitud absoluta de Valdaj es 11,3. Tiene 27,73 km de diámetro y un periodo de rotación de 10,59 horas. Su albedo se estima en 0,11.